# The Script (album)
Albums de The Script
– Science & Faith
(2010)
The Script est le premier album studio de The Script, sorti le 8 août 2008 en Irlande et le 11 août 2008 au Royaume-Uni, sous le label Phonogenic Records. Après le succès de l’album en Irlande et au Royaume-Uni, l’album est sorti dans le reste de l'Europe en septembre 2008. L’album a atteint la 64e position du Billboard 200 le 4 mars 2010. Il a été nommé aux Choice Music Prize.

## Réception
L’album a été apprécié par plusieurs critiques dont Timothy Powell de BBC. Nick Levine de Digital Spy a donné à l’album trois étoiles sur cinq, il a aussi déclaré : « beaucoup de monde va détester The Script, et beaucoup de monde va aimer The Script.»

## Classement dans les charts
Après le grand succès de leur deuxième single The Man Who Can't Be Moved, l’album est entré dans le classement des albums britanniques UK Albums Charts en première position avec 54 520 copies vendues. L’album est resté deux semaines en première position. Il est resté huit semaines dans le top 10. L’album est aussi entré en première position dans le classement des albums irlandais et resté cinq semaines dans le top. L’album s’est vendu à plus de 600 000 copies. Aux États-Unis l’album était la 198e meilleure vente en 2010.

## Singles
Le groupe a sorti cinq singles. Le premier single de l’album était We Cry. Le single était numéro 13 du UK Singles Chart. Le deuxième single The Man Who Can't Be Moved est sorti le 25 juillet 2008 et il se classe à la deuxième place du même chart. En décembre 2008, le single Breakeven est sorti, et a été suivi par Talk You Down en 2009. Breakeven est sorti fin 2009. The Script ont joué le single en live à The Ellen DeGeneres Show le 14 octobre 2009. Breakeven a atteint la 12e place aux États-Unis avec 1 000 000 copies vendues et le single a été certifié disque de platine.

## Membres
- Danny O'Donoghue - chant, claviers, guitariste, piano
- Mark Sheehan – guitariste,chant.
- Glen Power – batterie.

## Pistes
| 1.  | We Cry                     | 3:43 |
| 2.  | Before the Worst           | 3:23 |
| 3.  | Talk You Down              | 3:50 |
| 4.  | The Man Who Can't Be Moved | 4:01 |
| 5.  | Breakeven                  | 4:21 |
| 6.  | Rusty Halo                 | 3:34 |
| 7.  | The End Where I Begin      | 3:34 |
| 8.  | Fall For Anything          | 4:32 |
| 9.  | If You See Kay             | 3:12 |
| 10. | I'm Yours                  | 4:13 |
| 11. | Anybody There              | 3:00 |

## Charts
| Chart (2008)     | Position |
| ---------------- | -------- |
| Irlande          | 1        |
| [ Royaume-Uni    | 1        |
| Suède            | 6        |
| Australie        | 9        |
| Danemark         | 15       |
| Nouvelle-Zélande | 15       |
| Suisse           | 16       |
| Pays-Bas         | 25       |
| Allemagne        | 32       |
| Italie           | 38       |
| US Billboard 200 | 64       |
| US Rock Albums   | 16       |

### Certification
| Pays              | Certification |
| ----------------- | ------------- |
| Ireland (IRMA)    | 5x Platinum   |
| Royaume-Uni (BPI) | 2x Platinum   |
| Australie         | Platinum      |

## Sortie
| Pays        | Date              |
| ----------- | ----------------- |
| Irlande     | 8 août 2008       |
| Royaume-Uni | 11 août 2008      |
| Europe      | 19 septembre 2008 |
| Japon       | 22 octobre 2008   |
| États-Unis  | 17 mars 2009      |
| Brésil      | 24 août 2009      |